# Cethosia carolinae
Cethosia carolinae är en fjärilsart som beskrevs av Forbes 1885. Cethosia carolinae ingår i släktet Cethosia och familjen praktfjärilar. Inga underarter finns listade i Catalogue of Life.